# Sandia (tỉnh)
Tỉnh Sandia (tiếng Tây Ban Nha: Provincia de Sandia) là một tỉnh thuộc vùng Puno của Peru. Tỉnh Sandia có diện tích 11862 km², dân số thời điểm theo điều tra dân số ngày 11 tháng 7 năm 1993 là 50042 người. Tỉnh lỵ đóng ở Sandia.